# Spektorren
De spektorren of spekkevers (Dermestidae) zijn een familie van kevers. De wetenschappelijke familienaam werd in 1804 voorgesteld door Pierre André Latreille.

## Kenmerken
Het lichaam van deze kevers is rondachtig of iets langwerpig met een lengte, die varieert tussen 2 en 12 mm. De kleuren zijn vaak bruin of zwart, met patronen van gekleurde haren of schubben. De voorvleugels zijn hard en leerachtig en komen midden op de rug samen. De achtervleugels zijn membraan-achtig, soms afwezig. Een brede lichte band doorkruist de elytra, met drie zwarte stippen aan beide zijden. Op het voorlaatste achterlijfssegment van de larven zitten twee naar achteren gerichte, doornvormige uitsteeksels.

## Leefwijze
De larven voeden zich met gedroogd vlees of vis, maar ook plantaardig materiaal, wol, zijde en bont laten ze niet liggen. De meeste kevers zijn aaseters en voeden zich met droge planten of dierresten zoals haren en veren, maar ook dode insecten. Ze komen ook voor in dode dieren, vogels en bijen- of wespennesten. Andere soorten leven in het graan en kunnen een echte plaag vormen.

## Voortplanting en ontwikkeling
Dicht bij de voedselbron zet een vrouwtje 200 tot 800 eitjes af, die na ongeveer 9 dagen uitkomen. Het popstadium duurt 8-25 dagen en binnen 1 maand zijn de larven volwassen. Nadat de larven volgroeid zijn, verlaten ze hun voedselbron en gaan op zoek naar een geschikte verpoppingsplaats. De kever heeft een levensduur van ongeveer 3 maanden. Ze kennen een volledige gedaanteverwisseling.

## Verspreiding en leefgebied
Deze familie komt wereldwijd voor in en bij uitgedroogde resten van dieren.

## Onderfamilies en tribus
De familie is als volgt onderverdeeld:
- Onderfamilie Dermestinae Latreille, 1804
  - Tribus Dermestini Latreille, 1804
  - Tribus Marioutini Jakobson, 1913
- Onderfamilie Thorictinae Agassiz, 1846
  - Tribus Thaumaphrastini Anderson, 1949
  - Tribus Thorictini Agassiz, 1846
- Onderfamilie Orphilinae LeConte, 1861
- Onderfamilie Trinodinae Casey, 1900
  - Tribus Cretonodini Kirejtshuk & Azar, 2009  †
  - Tribus Thylodriini Semenov, 1909
  - Tribus Trinodini Casey, 1900
  - Tribus Trinoparvini Háva, 2010
- Onderfamilie Att ageninae Laporte, 1840
  - Tribus Attagenini Laporte, 1840
  - Tribus Egidyellini Semenov, 1914
- Onderfamilie Megatominae Leach, 1815
  - Tribus Anthrenini Gistel, 1848
  - Tribus Megatomini Leach, 1815

## In Nederland waargenomen soorten
- Genus: Anthrenocerus
  - Anthrenocerus australis - (Australische tapijtkever)
- Genus: Anthrenus
  - Anthrenus flavipes
  - Anthrenus fuscus
  - Anthrenus museorum - (Museumkever)
  - Anthrenus pimpinellae - (Vogelnestkever)
  - Anthrenus sarnicus
  - Anthrenus scrophulariae - (Helmkruidbloemkever)
  - Anthrenus verbasci - (Gewone tapijtkever)
- Genus: Attagenus
  - Attagenus cyphonoides
  - Attagenus fasciatus
  - Attagenus pellio - (Pelskever)
  - Attagenus unicolor
- Genus: Ctesias
  - Ctesias serra
- Genus: Dermestes
  - Dermestes ater
  - Dermestes bicolor
  - Dermestes carnivorus
  - Dermestes frischii
  - Dermestes haemorrhoidalis - (Zwartbruine spekkever)
  - Dermestes laniarius
  - Dermestes lardarius - (Gewone spekkever)
  - Dermestes maculatus - (Vossenspektor)
  - Dermestes murinus
  - Dermestes peruvianus
  - Dermestes undulatus
- Genus: Globicornis
  - Globicornis emarginata
- Genus: Megatoma
  - Megatoma undata
- Genus: Phradonoma
  - Phradonoma tricolor
  - Phradonoma villosulum
- Genus: Reesa
  - Reesa vespulae
- Genus: Trinodes
  - Trinodes hirtus
- Genus: Trogoderma
  - Trogoderma angustum - (Driebandkever)
  - Trogoderma glabrum
  - Trogoderma granarium
  - Trogoderma megatomoides
  - Trogoderma ornatum
  - Trogoderma variabile
  - Trogoderma versicolor